# Luis Urías
Luis Fernando Urías Figueroa (Magdalena de Kino, Sonora; 3 de junio de 1997) es un jugador mexicano de béisbol profesional, que juega en las Grandes Ligas de Béisbol (MLB) en los Athletics.
El 2° pelotero profesional de Magdalena de Kino y 30avo sonorense en Grandes Ligas. Se convirtió en el primer mexicano y pelotero de los Cerveceros de Milwaukee en conectar cinco extra-bases durante un solo partido y empató la marca histórica de las Grandes Ligas.

## Carrera Profesional

### Ligas menores
A los 16 años, en diciembre de 2013, Urías firmó con los Padres de San Diego como agente libre internacional.  Hizo su debut profesional en 2014 en la Liga Dominicana de verano de los Padres; después de dos juegos, fue ascendido la Liga de Novatos de los Padres de Arizona; Entre los dos clubes, jugó 45 juegos, estuvo en la segunda base y la tercera base, bateó .297, sin jonrones y 14 carreras impulsadas (RBI).
En el invierno de 2014-15 jugó para los Yaquis de Obregón de la Liga Mexicana del Pacífico, bateando .158 en 12 juegos. 
En 2015, jugó para la Clase A con los Tri City Dust Devils ( son un equipo de Liga menor Minor League Baseball  en el noroeste de Estados Unidos), con base en Pasco, Washington, que son club afiliado del los Angelinos de los Ángeles, y con el equipo también Clase A de Fort Wayne Tin Caps, club afiliado a los Padres, registrando un promedio de bateo combinado de .299 sin jonrones y 17 carreras impulsadas en 61 juegos en total entre los dos equipos. En el invierno de 2015-16, jugó nuevamente para los Yaquis de Obregón, bateando .280 sin jonrones y 11 carreras impulsadas en 36 juegos.  
Urías jugó en 2016 para la Clase A+ Lake Elsinore Storm , para quienes en 120 juegos bateó .330 con cinco jonrones (su primero en las ligas menores), 52 carreras impulsadas, un OBP (promedio para embazarse) de .397 y un .836 OPS (capacidad de un jugador tanto para embazarse, como para batear por poder). En julio jugó en tres partidos para Chihuahuas de El Paso de la triple AAA de la Liga de la Costa del Pacífico, bateando 9 de 15 con un jonrón, como breve reemplazo de los jugadores que fueron seleccionados para el Juego de estrellas Futuras.
En 2017, Urías fue elegido para jugar con la selección de béisbol de México en el Clásico Mundial de Béisbol 2017. Ese mismo año, jugó para las Misiones de San Antonio de la Liga Clase AA de Texas , donde dividió su tiempo entre la segunda base y el campocorto, registró un promedio de bateo de .296 con tres jonrones, 38 carreras impulsadas, un porcentaje de slugging (es una medida de la productividad de bateo de un bateador) de .380 y un OPS de .778.
A los 21 años, en 2018, comenzó la temporada con los Chihuahuas de El Paso y después de producir a un ritmo de .296/.398/.447 en 120 juegos con el equipo, Urías ingresó a las listas como clasificado prospecto #32 en las ligas menores por "Baseball América", #36 por Major League Baseball y #74 por Baseball Prospectus. 

### Grandes Ligas
Fue llamado a las ligas mayores el 28 de agosto del 2018, ya con los Padres de San Diego, Urías bateó .208/.264/.354 con dos jonrones en 48 turnos al bate. El 11 de septiembre sufrió una lesión en el tendón de la corva izquierda, poniendo fin a la temporada.

### Cerveceros de Milwaukee
El 27 de noviembre de 2019, los Padres cambiaron a Urías y Eric Lauer a los Cerveceros de Milwaukee a cambio de Trent Grisham y Zach Davies y consideraciones en efectivo o un jugador que se nombrará más adelante.
El 6 de julio de 2020 se anunció que Urías había dado positivo por COVID-19 . Como resultado, Urías no jugó hasta el 10 de agosto. Durante la temporada, Urías bateó .239/.308/.294 en 41 juegos.
El 31 de mayo de 2021, Urías registró el primer hit de su carrera frente al relevista de los Tigres de Detroit, José Cisneros. Urías terminó la temporada 2021 bateando .249/.345/.445 con 23 jonrones y 75 carreras impulsadas en 150 juegos. 
Urías en agosto del 2021, logró conectar tres dobletes, así como un par de cuadrangulares hasta las gradas del Estadio Wrigley Field. Gracias a su extraordinaria labor, el jugador de 24 años produjo cinco carreras y pudo pisar el home en la misma cantidad de ocasiones, mismo que solamente quince beisbolistas habían alcanzado antes de Urías.

### Red Sox de Boston
En agosto de 2023, se anunció oficialmente el traspaso de Luis Urías a los Boston Red Sox, equipo con el que buscó fortalecer su carrera profesional y contribuir al éxito del equipo en las competiciones venideras.
Como destacado pelotero mexicano, Luis Urías se convirtió en el primer jugador nacido en México en formar parte de la plantilla de los Boston Red Sox, siguiendo los pasos de Héctor Velázquez, quien también representó al equipo en temporadas anteriores.
Athletics
El 18 de febrero de 2025, Urías firmó un contrato de un año con los Athletics, buscando aportar su experiencia y versatilidad al cuadro interior del equipo, hizo su debut con los Athletics en la temporada 2025, desempeñándose principalmente como tercera base y aportando tanto en la ofensiva como en la defensiva.  
Durante la primera mitad de la temporada 2025, Urías ha mostrado un rendimiento sólido, con un promedio de bateo de .297, un jonrón y 7 carreras impulsadas, contribuyendo significativamente al desempeño ofensivo del equipo, ha demostrado su capacidad para jugar en múltiples posiciones del infield, incluyendo tercera base, segunda base y campocorto, brindando flexibilidad al cuerpo técnico de los Athletics. 

## Vida personal
Es el hermano menor de Ramón Urías, jugador de cuadro de los Orioles de Baltimore.